# Alma (waterschap)
Alma is een voormalig waterschap in de provincie Groningen.
Het waterschap was een fusie in 1933 van Zuidwestelijke of Tichelwerkspolder en Zandvoort en lag ten westen van Bedum. Het lag tussen de Oude Ae en het Boterdiep. De noordgrens lag ten westen van de Wolddijk even ten noorden van de spoordijk en ten oosten hiervan ten zuiden van de Oude dijk. De zuidgrens lag op de Munnikeweg.
Het gemaal sloeg uit op het Boterdiep. Het stond (en staat) net ten zuiden van de bebouwde kom, aan de westkant van het kanaal.
Waterstaatkundig gezien ligt het gebied sinds 1995 binnen dat van het waterschap Noorderzijlvest.